# Kesslertanz
Der Kesslertanz (u. a. auch Kesselersdanz, Kesslertantz) ist der Name eines angeblichen Hexentanzplatzes des 16. Jahrhunderts im Wald von Büdingen. Bis heute existiert der Flurname Kesslertanz zwischen dem Dorf Rinderbügen und dem Büdinger Wald. Als „Hexen“ angeklagte Frauen wurden in der Zeit der Hexenverfolgungen verdächtigt, auf dem Kesslers Danz gewesen zu sein.

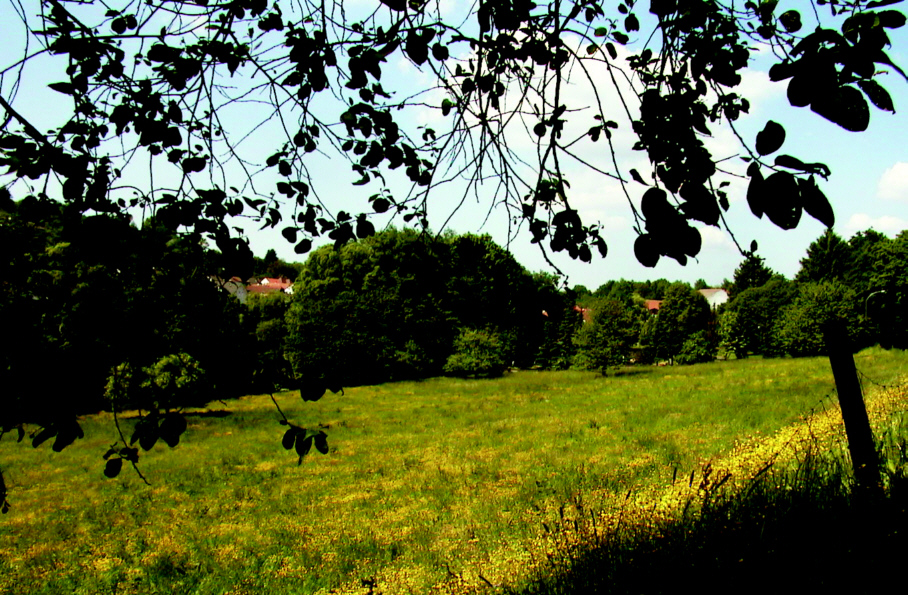
Hexentanzplatz Kesslertanz Rinderbügen

Die Tanzplätze sind häufig alte Gerichtsplätze oder sonstige besondere Orte. Die Hexen von Büdingen besuchten angeblich den Pfaffenwald, den Breitenborn oder einen Platz im Büdinger Walde, „Khesselers dantz“ genannt.
1597 wurden vier Frauen aus dem Ort Rinderbügen in einem Hexenprozess angeklagt, hier am Hexensabbat teilgenommen zu haben (detaillierter beschrieben unter Rinderbügen).